# 吉弘政宣
吉弘 政宣（よしひろ まさのぶ）は、安土桃山時代から江戸時代前期にかけての武将。大友氏一族である吉弘氏嫡流の当主。筑後国柳河藩士。諱は政宣、鎮起。

## 略歴
吉弘家分家の系図で父を吉弘統幸、母を志賀道輝の娘の長子とされている人物である。「慶長五年侍帳」(1600年)に「同(千石)　吉弘加兵衛」とある。同年10月20日、対鍋島軍の江上八院の戦いで戦功を立てた。
「寛永十五年寅五月九日 有馬御陣二而御公儀～之御扶持方銀割符帳」（1638年）が作成された頃の吉弘氏当主でもあり、本人も島原の乱鎮圧に出征している。

## 武家名誉
徳川家康による江戸時代に至って、朱槍が許されていた武家は、長坂信政の長坂氏と伊賀倉氏、そして吉弘統幸の吉弘氏3家に限られている。